# Uldin
Uldin († um oder kurz nach 409) war ein Stammesführer bzw. vielleicht sogar König der Hunnen an der unteren Donau. Er ist der erste historisch wirklich fassbare Hunnenherrscher, da die Person des Balamir möglicherweise nicht historisch ist.
Uldin, der in der Chronik des Marcellinus Comes und bei Orosius Huldin genannt wird, soll zu Anfang des Jahres 395 den ersten großen Angriff der Hunnen über die Donau gegen das Römische Reich geführt haben. Er schlug im Dezember 400 die Reste des Heeres des Rebellen Gainas, der kurz zuvor vergeblich gegen den oströmischen Kaiser Arcadius rebelliert hatte. Gainas fiel und Uldin schickte seinen Kopf nach Konstantinopel, wofür er eine hohe Belohnung erhielt.
Im Jahr 406 sandte Uldin Truppen zum weströmischen General Stilicho, mit dem er ein Bündnis geschlossen hatte, um dessen Kampf gegen den Goten Radagaisus zu unterstützen. Nachdem Uldin bereits im Winter 404/05 oströmisches Gebiet angegriffen hatte, fiel er 408 auf die Nachricht vom Tod des Arcadius, dem sein Sohn Theodosius II. im Alter von nur sieben Jahren folgte, in das oströmische Thrakien ein, musste sich aber nach ersten Erfolgen 409 zurückziehen, während die Römer 410 zum Gegenstoß über die Donau übergingen. Anschließend sind keine Nachrichten über Uldin mehr überliefert. Frieden mit dem Oströmischen Reich schloss 412 Charaton, bei dem es sich womöglich um den Nachfolger Uldins handelt.
Über den Zusammenhalt des Reiches, über das Uldin herrschte, ist viel spekuliert worden. Wahrscheinlich vollzog sich eine regelrechte „hunnische Reichsbildung“ erst nach Uldins Tod. Dennoch sollte sein Anteil an der zukünftigen Entwicklung nicht unterschätzt werden.

## Etymologie
Otto Mänchen-Helfen hielt den Namen für türkisch. Omeljan Pritsak hält ihn für eine Ableitung aus dem Verbalstamm öl-, der in den mongolischen Worten ölje („Glück“), öljetü („glücklich“), oljigetai („geschützt“) überlebte. Als „der Glückliche“ übersetzt auch der ungarische Archäologe István Bóna, der ihn als „Großfürst“ bezeichnet.